# Peter Gál-Andrezly
Peter Gál-Andrezly (* 3. květen 1990, Košice, Československo) je slovenský fotbalový záložník, v současnosti působí v MFK Ružomberok.

## Klubová kariéra
S fotbalem začal v klubu 1. FC Košice. Od ledna do července 2009 byl na půlročním hostování v anglickém klubu Middlesbrough FC. Po ukončení hostování byl v srpnu 2009 na týdenních testech v anglickém třetiligovém klubu Charlton Athletic FC. Poté se vrátil zpět do Košic, kde působil do roku 2013, kdy se s týmem nedohodl na prodloužení smlouvy.
V zimní ligové přestávce sezony 2013/14 byl na testech v týmu nováčka Gambrinus ligy 1. SC Znojmo a také v FC Baník Ostrava. Nakonec podepsal 23. ledna smlouvu se Znojmem, kde se stal po bosenském záložníku Anesi Haurdićovi druhou zimní posilou klubu. V Gambrinus lize debutoval 30. března 2014 v utkání proti vedoucímu týmu tabulky - Spartě Praha (porážka 0:3). Celkem odehrál 9 ligových zápasů, ve kterých se střelecky neprosadil.
Znojmo na konci sezony sestoupilo do druhé ligy a Peter přestoupil v létě 2014 na Slovensko do týmu nováčka 1. slovenské ligy FO ŽP ŠPORT Podbrezová. Ve svém prvním ligovém zápase za Podbrezovou 10. srpna 2014 v pátém kole proti FC Spartak Trnava vstřelil ve 12. minutě vítězný gól, kterým zařídil výhru 1:0.
V lednu 2016 posílil MFK Ružomberok.

## Reprezentační kariéra
Gál-Andrezly je bývalým mládežnickým reprezentantem Slovenska.